# ديفيد كاميرون (لاعب كرة قدم)
ديفيد كاميرون (بالإنجليزية: Davie Cameron)‏ (1936 بغلاسكو في المملكة المتحدة - 27 يونيو 2006) هو مدرب كرة قدم ولاعب كرة قدم بريطاني في مركز مهاجم داخلي. لعب مع برادفورد سيتي وAshfield F.C. ‏ وRutherglen Glencairn F.C. ‏.